# Björktjärnen, Lappland
Björktjärnen är en sjö i Arvidsjaurs kommun i Lappland och ingår i Piteälvens huvudavrinningsområde. Björktjärnen ligger i Piteälven Natura 2000-område.